# Mark Zagunis
Pour les articles homonymes, voir Zagunis.
 (juin 2017).
Mark Raymond Zagunis (né le 5 février 1993 à Willingboro, New Jersey, États-Unis) est un joueur de champ extérieur des Cubs de Chicago de la Ligue majeure de baseball.

## Carrière
Joueur des Hokies de l'Virginia Tech, Mark Zagunis est réclamé au 3e tour de sélection par les Cubs de Chicago lors du repêchage amateur de 2014. 
Il fait ses débuts dans le baseball majeur avec les Cubs le 22 juin 2017.